# 그레이스랜드 (드라마)
그레이스랜드(Graceland)는 2013년부터 2015년까지 USA 네트워크에서 방송된 텔레비전 드라마이다.